# Субботино (Рязанская область)
Субботино — село в Захаровском районе Рязанской области России, входит в состав Добро-Пчёльского сельского поселения.

## География
Село расположено в 9 км на северо-запад от центра поселения села Добрые Пчёлы, в 11 км на северо-запад от райцентра села Захарово.

## История
Субботино в качестве села упоминается в окладных книгах 1676 года. Церковь в то время именовалась Никольской. При этой церкви значилось всего 2 поповских двора и 119 приходских. В числе приходских дворов было 7 дворов боярских, 70 крестьянских и 30 дворов бобыльских. Знаменская церковь была построена помещицей Черновой в 1765 году с Никольским приделом. 25 августа того же года храм был освящен. Со временем храм обветшал и в 1887 году было принято решение о постройке нового храма. В 1896 году была построена трапезная часть на средства жертвователей и прихожан. В клировой ведомости за 1915 год указано, что церковь зданием каменная, покрыта железом, колокольня также каменная, заложена в 1905 году, а окончена в 1912 году, покрыта железом. Престолов в церкви: в трапезной два - в южной стороне во имя свт. Николая Чудотворца. Освящен был 6 сентября 1898 году. В северной стороне - во имя благоверного князя Александра Невского. Освящен был 17 сентября 1900 года. 
В XIX — начале XX века село входило в состав Остроуховской волости Михайловского уезда Рязанской губернии. В 1905 году в селе было 52 двора.
С 1929 года село являлось центром Субботинского сельсовета Больше-Коровинского района Рязанского округа Московской области, с 1937 года — в составе Рязанской области, с 1956 года — в составе Захаровского района, с 2005 года — в составе Добро-Пчёльского сельского поселения.

## Население
| 1859 | 1905 | 2010 | 2023 |
| ---- | ---- | ---- | ---- |
| 204  | ↗300 | ↘238 | ↘216 |

## Достопримечательности
В селе находится полуразрушенная Церковь иконы Божией Матери "Знамение" (1912). 